# SQUID
Gli SQUID (acronimo inglese di superconducting quantum Interference device, lett. "dispositivo superconduttore a interferenza quantistica") sono magnetometri estremamente sensibili, usati per misurare deboli campi magnetici, e sono costituiti da un anello superconduttore contenente una o più giunzioni Josephson. 
Per essere precisi, gli SQUID misurano il flusso magnetico concatenato e la loro sensibilità è espressa in frazioni del quanto di flusso magnetico: {\displaystyle \Phi _{o}=h/2e=2,067833636\cdot 10^{-15}\ Tm^{2}} per unità di banda passante.
La sensibilità al flusso del campo magnetico degli SQUID per strumenti commerciali è di circa {\displaystyle 3\times 10^{-6}\Phi _{o}/{\sqrt {Hz}}\ }, per frequenze al di sopra di {\displaystyle 0,5\ Hz}.
Negli ultimi anni si sono affermati nuovi magnetometri basati sullo scambio di spin che hanno una sensibilità al campo magnetico
potenzialmente maggiore (non dimostrata sperimentalmente), ma occupano un volume maggiore degli SQUID e necessitano di campi magnetici di fondo molto piccoli; tuttavia hanno il pregio di funzionare a temperatura ambiente.
Uno SQUID è formato da materiali superconduttori; per funzionare ha quindi bisogno di essere raffreddato a temperature inferiori alla temperatura critica. Nel caso di superconduttori ad alta temperatura critica si devono raggiungere temperature inferiori ai 90 K (raggiungibili con azoto liquido), mentre per superconduttori convenzionali la temperatura deve essere inferiore ai 9 K (raggiungibili con elio liquido). Finora SQUID ad elevate prestazioni (rumore, riproducibilità) sono ottenuti solo con superconduttori tradizionali.
Con questo nome si distinguono due dispositivi: il dc-SQUID e l'rf-SQUID.

## dc-SQUID

Figura 1: Schema elettrico di un dc-SQUID, dove I_{b} è la corrente applicata, I_{0} la corrente critica, Φ il flusso che attraversa lo SQUID e V la differenza di potenziale ai capi del dispositivo.

Il dc-SQUID è stato inventato nel 1964. Storicamente fu preceduto da altre due scoperte riguardanti la superconduttività: l'effetto Josephson e la quantizzazione del flusso. Le giunzioni Josephson furono previste nel 1962 e realizzate poi nel 1963. La quantizzazione del flusso era invece stata prevista nel 1948 da F. London, ma con un valore due volte maggiore; solo nel 1961 Doll e Nabauer misurarono sperimentalmente tale effetto.
Un dc-SQUID ha due giunzioni Josephson in parallelo in un anello superconduttore, caratterizzato dalla sua induttanza {\displaystyle L\ }. La figura a fianco mostra lo schema: la croce è il simbolo delle giunzioni Josephson, che sono eguali (per comodità di trattazione) e con corrente critica {\displaystyle I_{o}\ }. Un generatore di corrente continua polarizza con una corrente {\displaystyle I_{b}\ } l'anello, e tale corrente in assenza di campo magnetico esterno si separa in maniera simmetrica tra i due rami in parallelo. Se si applica un piccolo flusso magnetico ( {\displaystyle \Phi _{e}<\Phi _{o}/2\ }), a causa della quantizzazione del flusso (che impone che dentro l'anello il flusso sia nullo o pari a multipli interi del quanto di flusso) si deve generare una corrente circolante di schermo tanto maggiore quanto minore è l'induttanza dell'anello:
{\displaystyle I_{circolante}={\frac {\Phi _{e}}{L}}\ }

Figura 2. A sinistra: Grafico corrente-tensione per un dc-SQUID. La curva superiore corrisponde a nΦ_{0} e quella inferiore a (n+1/2) Φ_{0}. A destra: Risposta periodica in tensione ad flusso attraverso uno SQUID. Il periodo è uguale ad un quanto di flusso, Φ_{0}

Tale corrente va a sommarsi alla corrente di una giunzione ed a sottrarsi ad un'altra. Di conseguenza la corrente massima di polarizzazione diviene inferiore a {\displaystyle 2I_{o}\ }.
Il minimo assoluto della corrente critica del dispositivo si ha per {\displaystyle \Phi _{o}/2\ }, quando la corrente circolante è massima. Se {\displaystyle \Phi _{e}>\Phi _{o}/2\ } la corrente circolerà
in verso opposto fino ad annullarsi nuovamente per {\displaystyle \Phi _{e}=\Phi _{o}\ }.
La cosa si ripete periodicamente per flussi magnetici multipli del quanto di flusso.
Se la corrente di polarizzazione supera la corrente critica, tale differente comportamento si traduce in una differenza di potenziale ai capi del dispositivo che varia periodicamente con il flusso magnetico esterno. La caratteristica corrente-tensione di uno SQUID è mostrata nella figura 2, a sinistra, dove ∆V è l'ampiezza dell'oscillazione di tensione dovuta al campo magnetico esterno. Nella figura 2, a destra, si mostra la caduta di potenziale ai capi dello SQUID come una funzione periodica del quanto di flusso magnetico.
Per ottenere tale risultato è necessario aver aggiunto in parallelo alle giunzioni una opportuna resistenza {\displaystyle R\ } di shunt che elimina il comportamento isteretico della caratteristica corrente-tensione delle giunzioni Josephson dovuta alla loro capacità {\displaystyle C\ } propria. Si può dimostrare che se {\displaystyle 2\pi R^{2}I_{o}C<0,7\Phi _{o}\ }, la caratteristica corrente-tensione è come la curva a sinistra di figura 2. Quindi se lo SQUID è polarizzato al di sopra della corrente critica si trova nel modo resistivo. Approssimativamente si può dire, per {\displaystyle d\Phi _{e}\ll \Phi _{o}\ }, che:
{\displaystyle dV\approx {\frac {R}{L}}d\Phi _{e}\ }
Quindi la responsività di un dc-SQUID è tanto più alta quanto più bassa è l'induttanza e più alta la resistenza di shunt (che però ha un limite dovuto alla condizione di non avere le giunzioni con isteresi).
Per aumentare la velocità di risposta ed l'intervallo dinamico di un dc-SQUID, si utilizza un circuito a retroazione negativa per applicare un flusso opposto in modo che il flusso attraverso lo SQUID sia costante. L'intensità del flusso applicato in retroazione è proporzionale al campo magnetico esterno e permette quindi la misura del campo stesso.

### L'induttanza di ingresso
In alcune applicazioni il dc-SQUID è utilizzato come sensore di flusso magnetico, ma in genere la necessità di avere SQUID di induttanza molto piccola renderebbe la loro sensibilità al campo magnetico di scarso interesse (il campo magnetico è pari al flusso diviso la superficie ed induttanza piccola determina aree piccole). In genere una bobina, di induttanza {\displaystyle L_{in}\ } è accoppiata fortemente all'induttanza dell'anello superconduttore che costituisce lo SQUID. In particolare, poiché la mutua induzione tra l'induttanza di ingresso si può scrivere come:
{\displaystyle M=k{\sqrt {LL_{in}}}\ }
dove {\displaystyle k\ } è il coefficiente di accoppiamento, nel caso quindi che venga aggiunta la bobina esterna tale quantità va resa il più grande possibile (prossima ad 1).
Se vi è un'induttanza di ingresso e lo SQUID è opportunamente reazionato esso diventa un convertitore di corrente in tensione.

### Limite quantistico del rumore
Lo SQUID, come tutti gli amplificatori lineari, ha una sensibilità minima in energia
misurabile determinata dal principio di indeterminazione di Heisenberg; questo comporta che la sensibilità in energia detta anche energia spettrale (l'energia minima misurabile per unità di banda passante) non può essere inferiore a {\displaystyle \hbar /2\ }. Tale limite dipende dall'energia di punto zero. Gli SQUID sono gli amplificatori lineari che nel limite delle basse frequenze si avvicinano di più a tale limite intrinseco.
Se si chiama con {\displaystyle S_{\Phi }\ }
il rumore in flusso magnetico, la sua conversione in densità di energia spettrale accoppiata (cioè riferita alla bobina di ingresso) è:
{\displaystyle S_{\mathcal {E}}={\frac {S_{\Phi }}{2k^{2}L}}\ }
Un dc-SQUID ideale ha una densità di energia spettrale accoppiata di
{\displaystyle S_{\mathcal {E}}=16kT{\sqrt {LC}}/k^{2}\ }
Il migliore risultato sperimentale finora ottenuto in dispositivi accoppiati con bobine è quello di un micro-suscettometro che hanno riportato una densità di energia spettrale accoppiata di {\displaystyle 1,7\hbar \ } con una bobina di ingresso di {\displaystyle 2,5\ nH}. Con una bobina di maggiore valore ({\displaystyle 0,5\ \mu H\ }) ed a più alta temperatura (0,9 K) è stato misurato un rumore in flusso di {\displaystyle 5,5\times 10^{-8}\Phi _{o}/{\sqrt {Hz}}\ }
che corrisponde ad una densità di energia spettrale accoppiata di {\displaystyle 5,5\hbar \ }.

## rf-SQUID

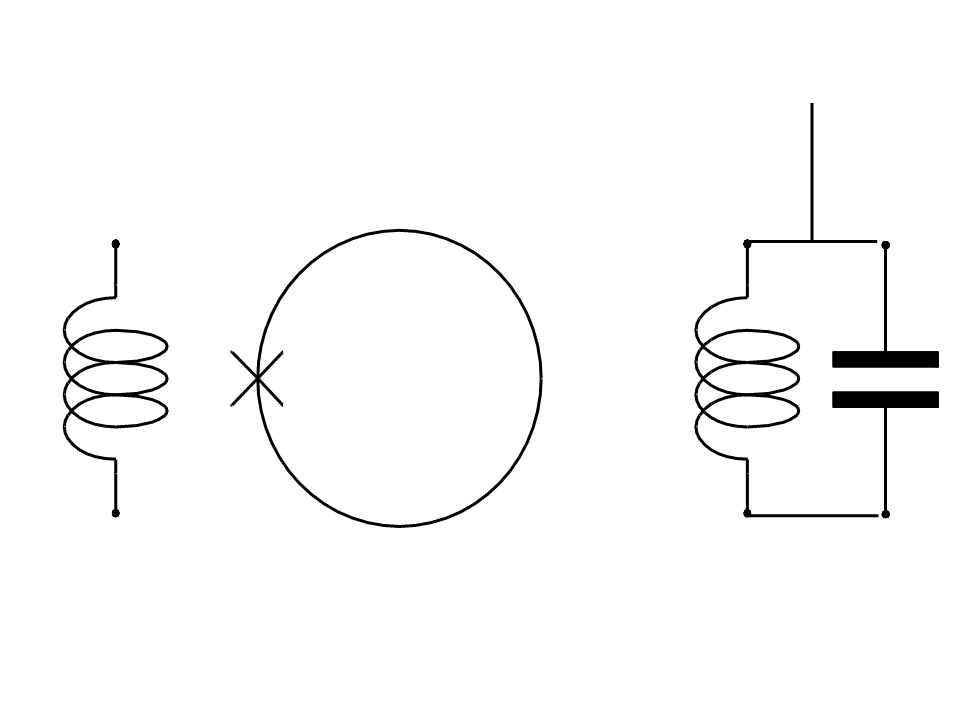
Figura 1: Schema elettrico di un rf-SQUID, il dispositivo consiste di un anello superconduttore interrotto da una sola giunzione Josephson, sulla destra è mostrato il circuito risonante a rf accoppiato debolmente con il dispositivo e sulla sinistra la bobina di ingresso.

Lo SQUID a radio frequenza (rf-SQUID) utilizza una singola giunzione Josephson di corrente critica {\displaystyle I_{o}\ } che interrompe un anello superconduttore di induttanza {\displaystyle L\ }; a causa della quantizzazione del flusso il flusso interno è un multiplo del quanto di flusso. Se {\displaystyle {\frac {2\pi LI_{o}}{\Phi _{o}}}>1\ } la caratteristica flusso interno in funzione del campo magnetico applicato descrive un ciclo di isteresi, questo comporta che il fattore di merito di un circuito a rf accoppiato debolmente con l'anello stesso (mostrato a destra nella figura a fianco) dipende dall'ampiezza di tale isteresi che aumenta o diminuisce con il campo magnetico statico concatenato con l'anello. Il circuito di alimentazione di questo dispositivo consiste semplicemente di una corrente a rf di ampiezza opportuna (in maniera da fare descrivere uno o più cicli di isteresi) modulata a bassa frequenza che viene applicata su un circuito risonante alla frequenza rf del segnale.
Il segnale rivelato con tecnica di supereterodina a rf è un caratteristico segnale di forma triangolare (con periodo un quanto di flusso); il segnale rivelato si utilizza per chiudere un anello di controreazione e quindi l'uscita del dispositivo è una funzione lineare del campo nella bobina di ingresso (fortemente accoppiata) mostrata alla sinistra della figura. Il rf-SQUID fu inventato nel 1965 da Robert Jaklevic, John J. Lambe, Arnold Silver e James Edward Zimmerman e ha avuto un notevole successo per circa 20 anni: produrre una giunzione Josephson, che inizialmente si fabbricava in maniera meccanica con tecniche artigianali, è molto più semplice che produrre due giunzioni quasi eguali (quelle necessarie per un dc-SQUID). Inoltre la rivelazione eterodina è una tecnica molto usata per rivelazione di segnali radio e fare un circuito risonante a 19 MHz (la frequenza più utilizzata per questi dispositivi) è relativamente semplice. Il limite in sensibilità è proprio dato dalla frequenza di operazione. Ci si rese conto che aumentare la frequenza aumentava la sensibilità, ma fare circuiti risonanti a frequenze molto alte cioè microonde è complicato, mentre i circuiti per usare un dc-SQUID sono molto semplici, che quindi nella maggior parte delle applicazioni il dc-SQUID ha soppiantato il rf-SQUID.

## Usi degli SQUID
Un sensore SQUID permette la misura di campi magnetici estremamente deboli, ma non solo, anche di qualsiasi grandezza che generi un debole campo magnetico.
L'estrema sensibilità degli SQUID li rende ideali per alcuni specifici studi in biologia, tale ramo della scienza prende il nome di biomagnetismo. In particolare la magnetoencefalografia usa la misura proveniente da un array di SQUID per ricavare
l'attività di gruppi di neuroni all'interno del cervello, è una tecnica che permette di ricavare informazioni locali più dettagliate della più diffusa elettroencefalografia. Un'altra area è la misura dei segnali magnetici del cuore, ma anche dello stomaco. Nel caso dello stomaco viene usata per tracciare marker magnetici applicati oralmente.
La suscettometria è una delle applicazioni più diffuse, vi sono ditte che forniscono strumenti chiavi in mano che permettono di effettuare misure delle proprietà magnetiche di campioni, a partire da temperature di 4 K in su (anche maggiori di temperatura ambiente).
È stato dimostrato in laboratorio che la risonanza magnetica mediante l'uso di SQUID può essere effettuata in campi di molti ordini di grandezza più bassi di quelli normalmente usati.
Un'altra applicazione è il microscopio SQUID a scansione, che usa uno SQUID di dimensioni molto piccole per fare microscopia superficiale.
Vi sono da menzionare anche applicazione in geomagnetismo sia per prospezioni sia per ricerca di minerali.
Gli SQUID sono dei dispositivi estremamente versatili, infatti possono essere usati per misurare qualsiasi quantità fisica che può essere convertita in un flusso magnetico come ad esempio correnti e tensioni. Per questa ragione trovano applicazioni non solo nelle tecniche magnetometria già menzionate, ma anche in alcune misure alla frontiera della fisica quali test della Relatività generale, la ricerca di onde gravitazionali.
Vi è da aggiungere che sono stati anche usati per la ricerca di alcune particelle esotiche quali WIMPP's, monopoli magnetici, quarks liberi e neutrini.
Attualmente vi è una notevole attività nel tentativo di usare tali dispositivi come qu-bit di un Computer quantistico.